# 2022年至2023年荷蘭足球乙級聯賽
2022–23年荷蘭足球乙級聯賽（荷蘭語：Eerste Divisie 2022/23），是自1955年荷兰足球乙级联赛成立以來的第67個球季，本球季自2022年8月開始，至2023年5月結束。ADO海牙以及阿梅爾城足球會升入荷兰足球甲级联赛。